# Nasrin Sotude
Nasrin Sotude (ur. 1963 w Teheranie) – irańska prawniczka i obrończyni praw człowieka.
Nasrin Sotude była szefową Centrum Obrońców Praw Człowieka – powstałej w Iranie organizacji założonej przez laureatkę Pokojowej Nagrody Nobla Szirin Ebadi. Sotude brała udział w obronie uwięzionych działaczy opozycji (szczególnie po wyborach prezydenckich w 2009 roku) oraz niepełnoletnich skazanych na karę śmierci.
W 2010 roku aresztowano ją, a we wrześniu 2010 roku skazano ją na 6 lat więzienia za „szerzenie wrogiej propagandy” i „konspirację przeciwko bezpieczeństwu publicznemu”. Ponadto Sotude zakazano wykonywania zawodu. W 2012 roku zabroniono jej opuszczania Iranu przez 20 lat. 16 października 2012 roku rozpoczęła strajk głodowy w proteście przeciwko ograniczeniu kontaktu ze swoimi dziećmi. Według wicedyrektorki Programu Amnesty International ds. Bliskiego Wschodu i Afryki Północnej Ann Harrison graniczenie kontaktu było karą władz więzienia za używanie przez Nasrin chusteczki do pisania swojej obrony na nadchodzącą rozprawę sądową. Strajk głodowy trwał 49 dni i skończył się po cofnięciu przez władzę zakazu.
We wrześniu 2013 roku Nasrin Sotude uwolniono.

## Wyróżnienia
W 2012 roku została uhonorowana Nagrodą Sacharowa.